# Inspection générale de la Justice
L’inspection générale de la justice (IGJ) exerce en France, au nom du ministre de la Justice, le contrôle sur les services liés à la justice. Ses missions couvrent ainsi un champ particulièrement vaste, qui comprend l'exercice de la justice, en tenant compte du principe de la séparation des pouvoirs et notamment de l'indépendance de l'institution judiciaire.

## Histoire et interventions de l'inspection des services
L'inspection générale des services judiciaires est créée en 1965.
En 2010, les greffes sont intégrés au périmètre de l'inspection générale des services judiciaires.
En 2016, l'inspection générale de la justice qui regroupe les compétences jusqu'alors dévolues au sein du ministère de la justice à l'inspecteur général des services judiciaires, l'inspection des services pénitentiaires et l'inspection de la Protection judiciaire de la jeunesse. La Cour de cassation devait être concernée également, mais cette disposition est annulée par le Conseil d’État.

### Le procureur Éric de Montgolfier et le juge Renard
Au début des années 2000, le procureur de la République à Nice Éric de Montgolfier lance des enquêtes sur des dérives du juge Renard (utilisation des informations de casiers judiciaires et transmission des données à une loge maçonnique). 
Le nouveau garde des sceaux, Dominique Perben, demande alors une enquête à l'IGSJ, qui conclut qu'Éric de Montgolfier doit partir. Pour la première fois de l'histoire, le rapport de l'IGSJ est publié sur internet.
Ultérieurement le Conseil supérieur de la magistrature (CSM) lance sa propre enquête et aboutit à des conclusions opposées à celles de l'IGSJ.

### Affaire Benna et Traoré
La mort de Zyed Benna et Bouna Traoré est à l'origine des émeutes de 2005 dans les banlieues françaises.
Le procureur de la République avait affirmé que les adolescents n'étaient pas poursuivis par les forces de l'ordre. L'enquête de l'IGS a démontré le contraire.

### Disparition des scellés dans l'affaire Boulin
L'affaire Robert Boulin a connu un rebondissement en 2010 lorsque des scellés ont été déclarés volés ou perdus. L'intervention de l'IGS a permis de les retrouver
.

### Affaire Tony Meilhon, suspect du meurtre de Laëtitia Perrais
En 2011, dans l'affaire Tony Meilhon, l'Inspection des services rend un rapport qui met en exergue une série de dysfonctionnements et d'erreurs.
L'enquête de l'inspection générale des services a fait suite aux propos du président Nicolas Sarkozy perçus par le corps magistral comme une ingérence. Une enquête a été diligentée.

## Moyens humains

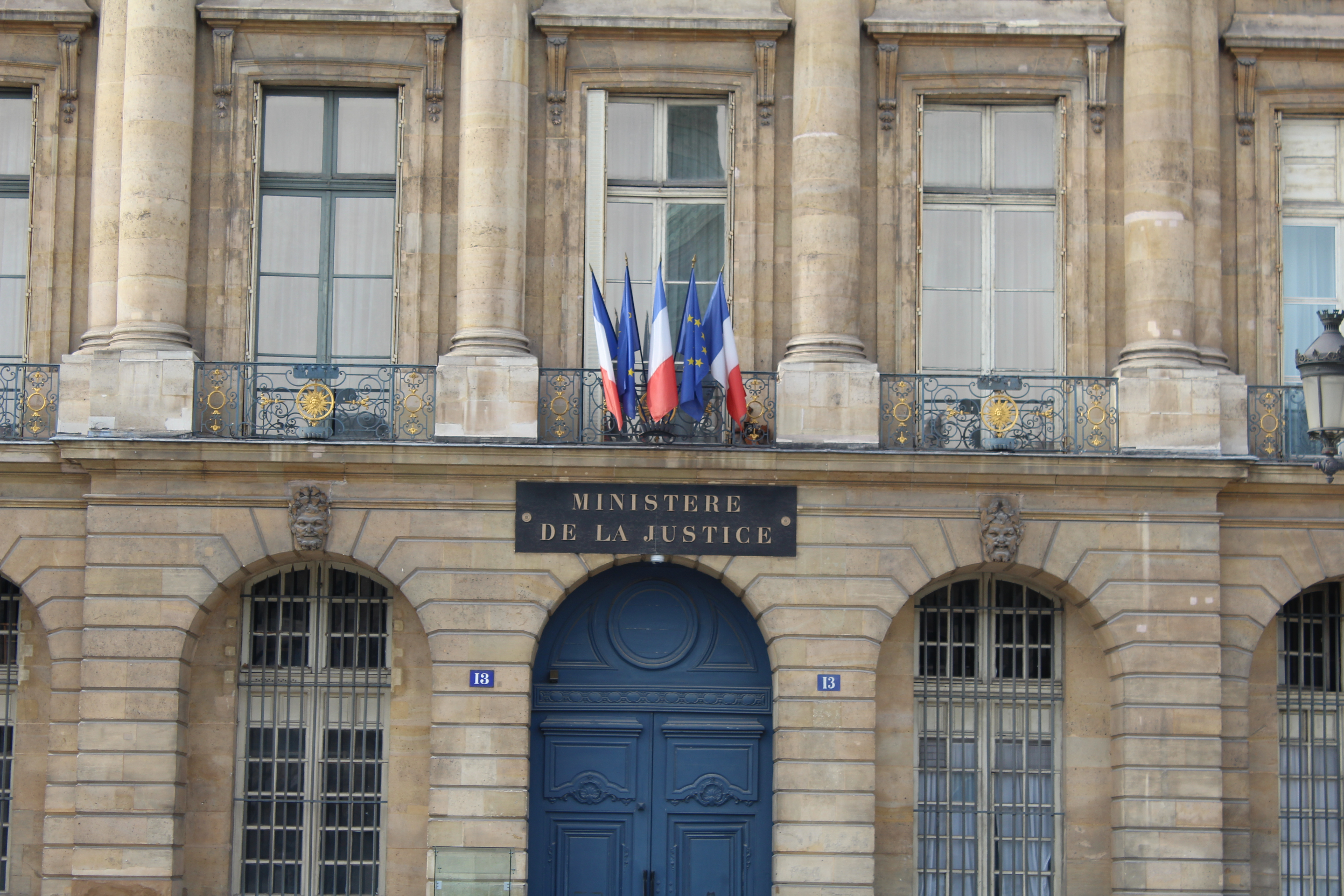
L'Inspection générale est située à l’hôtel de Bourvallais.

### IGSJ
Inspecteurs généraux des services judiciaires  : 
- Henri Maynier (1964-1979)
- Yves Rocca (1979-1981)
- Gilbert Mangin (1982-1987)
- Pierre Dubois de Prisque (1987-1990).

| Identité                  | Période          | Période           |
| Identité                  | Début            | Fin               |
| ------------------------- | ---------------- | ----------------- |
| Jean Geronimi (d),        | 18 décembre 1990 | 30 mai 1997       |
| Jean-Louis Nadal,         | 8 décembre 1997  | 8 mars 2001       |
| Jean-Paul Collomp (d)     | 3 avril 2001     | 21 janvier 2003   |
| Christian Raysseguier (d) | 21 janvier 2003  | 19 décembre 2007  |
| André Ride (d)            | 19 décembre 2007 | 17 janvier 2012   |
| François Feltz (d),       | 17 janvier 2012  | 23 septembre 2015 |
| Patrick Poirret (d)       | 21 octobre 2015  | 31 décembre 2016  |

### IGJ
L’Inspection générale de la Justice est composée d’inspecteurs généraux, d’inspecteurs de la justice et de chargés de mission. Les inspecteurs généraux et inspecteurs sont recrutés, pour l’essentiel, parmi les magistrats de l’ordre judiciaire, les directeurs des services de greffe judiciaires, des services pénitentiaires, des services de la protection judiciaire de la jeunesse et des services pénitentiaires d’insertion et de probation.
L'IGJ est placée sous l’autorité d’un inspecteur général, haut magistrat, assisté de son adjoint ainsi que :
- d’un secrétaire général et d’un secrétaire général adjoint,
- d'inspecteurs généraux responsables de départements,
- d’un comité de direction qui assure le pilotage général stratégique,
- d’un comité des pairs, chargé de la cohérence et de la qualité des travaux de l’inspection[23].

En 2022, l’IGJ compte 85 personnes dont 26 inspecteurs généraux magistrats et 6 inspecteurs généraux fonctionnaires.
| Identité                  | Période          | Période         |
| Identité                  | Début            | Fin             |
| ------------------------- | ---------------- | --------------- |
| Patrick Poirret (d)       | 1er janvier 2017 | 4 janvier 2019  |
| Jean-François Beynel (d), | 15 janvier 2019  | 16 janvier 2022 |
| Christophe Straudo (d),   | 7 mars 2022      | 16 janvier 2025 |
| Stéphane Noël             | 24 mars 2025     |                 |

Parmi les inspecteurs généraux :
- Christelle Rotach,
- Laurent Ridel, ancien directeur de l'Administration pénitentiaire, nommé en 2024[31].